# 市川百十郎
市川 百十郎（いちかわ ひゃくじゅろう、1882年（明治15年）5月15日 - 1969年（昭和44年）2月21日）は、明治時代から昭和時代に活躍した歌舞伎役者、旅芸人。
岐阜県各務郡大宮村（現・各務原市蘇原大島町）出身。本名は加藤劔作。

## 概略
- 歌舞伎のみならず、連鎖劇（トーキー映画と舞台劇を組み合わせた劇）を歌舞伎に取り入れ、東海一の歌舞伎と称された。
- 昭和初期には旅一座を結成し、各地を巡業する。
- 1930年（昭和5年）に故郷の大島（当時稲葉郡蘇原町大字大島）に立寄ったさい、境川放水路の工事の話を聞き、翌年、工事による犠牲者への鎮魂の意を込めて桜の植樹を行った。これが後の百十郎桜のきっかけとなった。
- 戦後は故郷に戻り、地元の人々に歌舞伎や劇を教えたという。

## 略歴
- 1897年（明治30年） -　3代目中山喜楽に弟子入り。中山楽枝を名乗る。後に喜楽の兄弟子の市川八百蔵の門下となる[2]。
- 1912年（大正元年） -　このころ、市川百十郎を襲名する。
- 1919年（大正8年） -　連鎖劇を始める。この事が評判となる。
- 1931年（昭和6年） -　吉野桜1,000本を寄附し、故郷の境川放水路の堤防に地元住民と協力して植樹する。
- 1932年（昭和7年） -　前年に続き、吉野桜200本を寄附。
- 1932年（昭和7年） -　旅一座「市川百十郎一座」を旗揚げ。
- 1944年（昭和19年） -　「市川百十郎一座」を解散する。
- 1946年（昭和21年） -　故郷に戻る。以降は各地を巡業する傍ら、地元の人々に演劇指導をする。